# Pjotr Christoforowitsch Mescheraup
Pjotr Christoforowitsch Mescheraup (russisch Пётр Христофорович Межерауп; * 2. Apriljul. / 14. April 1895greg. im Gouvernement Kowno; † 9. September 1931 in Brjansk) war ein russisch-sowjetischer Testpilot.

## Leben
Der Bauernsohn Mescheraup verlor früh seine Eltern und musste als Knecht arbeiten. Als Fünfzehnjähriger ging er in die Stadt und wurde Schlosserlehrling in einer Fabrik. Gleichzeitig absolvierte er Gewerbeschulkurse. Im Ersten Weltkrieg wurde er 1915 zur Kaiserlich Russischen Armee eingezogen. Im folgenden Jahr kam er zur Fliegertruppe. 1917 diente er als Motorradfahrer im Unteroffiziersrang. Nach der Februarrevolution 1917 wurde er Mitglied des Exekutivkomitees der Fliegerabteilungen der 12. Armee und kam in das Soldatenkomitee. Er nahm an der Oktoberrevolution in Moskau und an dem Sturm auf das Hotel Metropol mit Entwaffnung der Fahnenjunker teil.
Im Februar 1918 trat Mescheraup als Freiwilliger in die Rote Armee ein. Er wurde Militärkommissar der 1. Abteilung der Smolensker Fliegergruppe und im Dezember 1918 Militärkommissar der 8. Luftarmee. Im Russischen Bürgerkrieg absolvierte er 1919 in Jegorjewsk die aus Gattschina evakuierte Petrograder Flugschule. Er war dann Pilot und Kommandeur der 213. Kasaner Abteilung der 13. Armee. Er kämpfte an der Nordfront und auch gegen die Machno-Truppen. Bei der Offensive gegen die Wrangel-Armee führte er Aufklärungsflüge weit ins feindliche Hinterland aus. Ab November 1921 diente er in Karelien.
Im August 1923 wurde Mescheraup Chef der Luftstreitkräfte der Turkestan-Front und bombardierte die Basmatschi-Banden. Bei einem Flug mit 5 Flugzeugen unter Führung Mescheraups südöstlich von Chiwa wurde am 19. März 1924 in der Nähe des Tuslustan-Sees eine Basmatschi-Bande entdeckt und durch Bomben und Maschinengewehrfeuer vernichtet.
Ab dem Sommer 1924 war Mescheraup Testpilot auf dem Forschungsflugplatz Moskau. Er war an der Überführung von Flugzeugen nach Afghanistan beteiligt, wofür es afghanische Orden gab. Vom 29. September bis zum 1. Oktober 1924 führte er den Gruppenflug Taschkent-Termiz-Kabul mit 6 Flugzeugen durch. 1926 wurde er Vizechef des Flugforschungsinstituts. Am 19. Juli 1926 führte er den Flug Moskau-Charkiw-Sewastopol-Ankara mit erstmaligem Überfliegen des Schwarzen Meeres durch.
1927 wurde Mescheraup Mitglied der KPdSU. Er absolvierte einen Führungskurs an der Frunse-Militärakademie und wurde Kommandeur der Luftstreitkräfte des Leningrader Militärbezirks. Im September 1930 wurde er in die Fluginspektion der Luftstreitkräfte der Sowjetunion versetzt.
Am 9. September 1931 unternahm Mescheraup zusammen mit Wiktor Ossipowitsch Pissarenko mit einer Polikarpow R-5 einen Inspektionsflug bei sehr schlechtem Wetter. Bei Brjansk streifte das Flugzeug im Nebel Baumwipfel, was zum Absturz und zum Tod der Piloten führte.

## Ehrungen
- Rotbannerorden der RSFSR (1920, 1924, 1924)[3]
- Rotbannerorden der Volksrepublik Choresmien (1924)[2]
- Orden des Roten Sterns der Volksrepublik Buchara II. Klasse (1924)[2]
- Verdienter Pilot